# 100-Schritt-Regel
Die 100-Schritt-Regel dient in der Neuroinformatik zur Demonstration der Leistungsfähigkeit neuronaler Netze sowie der Motivation massiver Parallelverarbeitung im Modell des Konnektionismus.

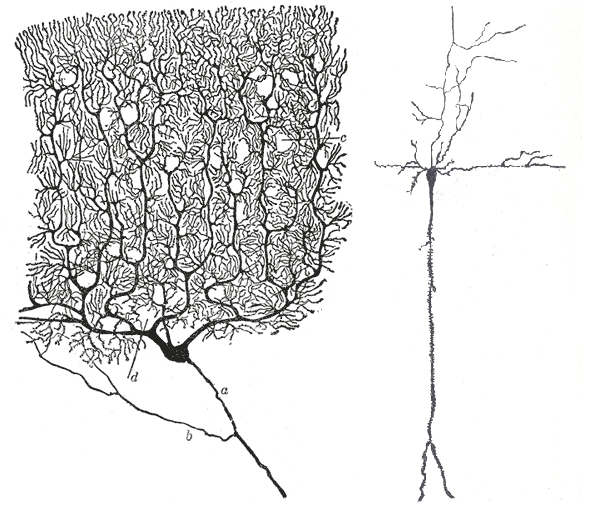
Zwei verschiedene Neurone

Sie besagt:
„Ein Mensch kann einen ihm bekannten Gegenstand oder eine bekannte Person innerhalb von 0,1 s erkennen. Dabei sind bei einer angenommenen Verarbeitungszeit einer Nervenzelle von 1 ms maximal 100 sequentielle Verarbeitungsschritte im Gehirn des Menschen nötig.“
Es wird allerdings dabei keine Angabe über die Anzahl der Verarbeitungsschritte insgesamt gemacht, da die Erkennung hier massiv parallel erfolgt.
Zu einer vergleichbaren Leistung sind heutige Rechner im Allgemeinen nicht in der Lage. Diese Aussage zeigt die Möglichkeiten paralleler Verarbeitung und ist eine Begründung für das Interesse der Neuroinformatik an biologisch motivierten Verfahren wie den künstlichen neuronalen Netzen.